# Дир, Джон
Джон Дир (англ. John Deere; 7 февраля 1804 — 17 мая 1886) — американский кузнец и промышленник, изобретатель стального плуга, основатель компании Deere & Company — крупнейшей конструкторской сельскохозяйственной фирмы в мире.

## Молодость

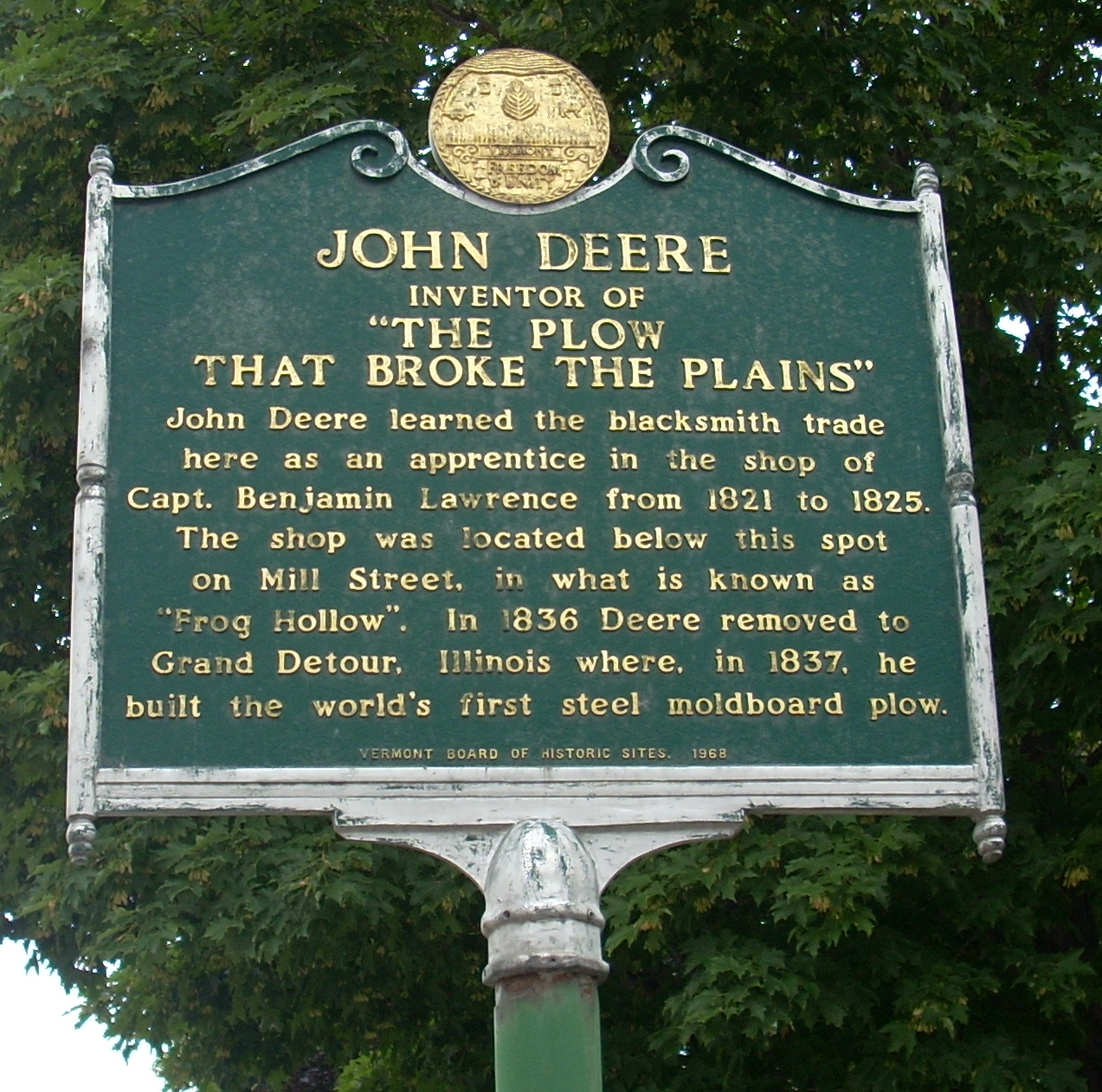
Монумент в Миддлбери, Вермонт отмечающий здание, где Джон Дир обучался кузнечному делу

Джон Дир родился в городе Рутланд, штат Вермонт в семье Вильяма Ринольдя Дира, портного. Вильям Дир пропал без вести по пути в Англию в 1808 году, где он собирался получить наследство, когда Джону Диру было 4 года. Джон Дир провел детство в Миддлбери, Вермонт, где получил основное образование в местной школе, пока не бросил учёбу. Без всякого наследства и со скудным образованием он был пристроен в ученики в 1821 году своей матерью. 4 года он служил в качестве подмастерья у кузнеца Бенжамина Лоуренса
Он женился на Демариус Ламб (Demarius Lamb) и к 1835 году у них было уже четверо детей с пятым на подходе. Бизнес шёл плохо, у Дира появились проблемы с кредиторами. Под угрозой банкротства, Дир продал своё дело тестю и отправился в Иллинойс. В Магдебурге он оставил свою семью, которая должна была присоединиться к нему позже.

## Стальной плуг
Дир поселился в Иллинойсе в городе Гранд Деторе. Так как в округе не было кузнецов, он без труда нашёл работу. Во время жизни в Рутланде, Дир помогал отцу в ателье, затачивая и полируя иглы и спицы, пропуская их через песок. Полировка помогала иглам легче прошивать грубую кожу.
Дир узнал, что чугунные плуги плохо пашут на тяжёлых почвах прерий Иллинойса и вспомнил про спицы. Дир пришёл к заключению, что плуг из хорошо полированной стали с правильно сделанным отвалом (самоочищающийся плуг) лучше справится с обработкой почв в условиях прерий, особенно на глинистых почвах.
Есть и другая версия, объясняющая, что вдохновило Дира на изобретение стального плуга. Так, некоторые исследователи считают, что он вспомнил, как стальная зубчатая борона проходит через сено и почву, и понял, что такого же эффекта может достигнуть и стальной плуг.
В 1837 году Дир разработал свой первый коммерчески успешный плуг из литой стали. Плуг имел раму из кованого железа, что делало его идеальным для грубых почв среднего запада. Такая конструкция работала лучше традиционных для того времени. В начале 1838 года Дир продал свой первый стальной плуг местному фермеру Льюису Крэндалу, успешный опыт которого привёл к Диру следующих клиентов. Вскоре два его соседа заказали плуги у Дира. Уверенный, что он твёрдо встал на ноги, Дир перевёз семью к себе в Гранд Детор в том же году.
К 1841 году Дир выпускал 75-100 плугов в год.
В 1843 году Дир сделал своим партнёром Леонарда Андруса, чтобы увеличить объём производства в соответствии со спросом. Однако это партнёрство стало напряжённым из-за их обоюдного упрямства: Дир хотел продавать плуги за пределами Гранд Детора, а Андрус предлагал строить железную дорогу через город. Сверх того, Дир не доверял отчётности Андруса. В 1848 году Дир расторг договор с Андрусом и переехал в Молин в том же Иллинойсе. Город располагался на реке Миссисипи, что делало его транспортным узлом. К 1855 году фабрика Дира продала более 10000 плугов.
С самого начала Дир настаивал на производстве высококачественного оборудования. Однажды он сказал: „Я никогда не поставлю своё имя на изделии, в котором нет того лучшего, что есть во мне“. Когда бизнес развился, Дир передал управление предприятием своему сыну Чарльзу. В 1868 году Дир зарегистрировал свою фирму под именем Deere & Company.

## Старость
К старости Дир занялся общественной деятельностью и политикой. Он работал президентом Национального Банка Молина, директором Бесплатной Общественной Библиотеки Молина и был членом совета Первой Конгрегационной Церкви. Дир также был избран мэром Молина на двухлетний срок. Несмотря на провальное начинание с лицензиями на производство ликёра, Дир вошёл в историю города как человек, давший горожанам уличное освещение, проложивший канализацию и водопровод, включая пожарные гидранты, проложивший тротуары и купивший за $15000 83 акра земли для создания городского парка. Из-за болей в грудной клетке и дизентерии, Дир отказался от переизбрания на второй срок. Дир умер у себя дома 17 мая 1886 года.
Компания, основанная Диром, стала мировым лидером по производству современной продукции и предоставлению услуг, направленных на поддержание успеха клиентов, чья деятельность связана с землей: тех, кто занимается культивацией почвы, выращиванием и сбором урожая, мелиорацией и строительством, обеспечивая постоянно растущие мировые потребности в продовольствии, топливе, жилье и инфраструктуре. С 1837 года компания John Deere производит инновационную продукцию высочайшего качества..